# Aucelon
Aucelon est une commune française située dans le département de la Drôme, en région Auvergne-Rhône-Alpes.

## Géographie

### Localisation
Aucelon est un village perché à 755 m d'altitude au centre d'un cirque de montagnes dans le Diois (Préalpes du Sud).

### Relief et géologie
La montagne d’Aucelon limite la commune du nord au sud-est. Elle s'étend du col de Pennes (1 038 m), au nord, jusqu'à la Tête des Faux (1 471 m), au sud-est.
Le village domine la vallée de la Roanne qui coule vers l'ouest.
Sites particuliers :

### Hydrographie
- Le « ruisseau d'Aucelon » (IGN) est le nom d'un ruisseau qui a sa source au Pas de la Pousterle. Il sépare la commune de celle de Pennes-le-Sec et se jette dans la Roanne près du Colombier. En 1891, il avait un cours de 5,55 mètres, une largeur moyenne de 8 mètres, une pente de 99,60 m, un débit ordinaire de 1,50 m3 et extraordinaire de 80 m3[1]. Il est aujourd'hui beaucoup moins important.
- La commune est aussi arrosée par la Brette, autre affluent de la Roanne.
- En 1891, est attesté le ravin l'Abreuvoir, affluent de l'Aucelon[2].

### Climat
Pour des articles plus généraux, voir Climat d'Auvergne-Rhône-Alpes et Climat de la Drôme.
En 2010, le climat de la commune est de type climat méditerranéen altéré, selon une étude du CNRS s'appuyant sur une série de données couvrant la période 1971-2000. En 2020, Météo-France publie une typologie des climats de la France métropolitaine dans laquelle la commune est exposée à un climat de montagne ou de marges de montagne et est dans la région climatique Alpes du sud, caractérisée par une pluviométrie annuelle de 850 à 1 000 mm, minimale en été.
Pour la période 1971-2000, la température annuelle moyenne est de 10,9 °C, avec une amplitude thermique annuelle de 16,7 °C. Le cumul annuel moyen de précipitations est de 1 079 mm, avec 8,8 jours de précipitations en janvier et 5,1 jours en juillet. Pour la période 1991-2020, la température moyenne annuelle observée sur la station météorologique de Météo-France la plus proche, sur la commune de Saint-Nazaire-le-Désert à 8 km à vol d'oiseau, est de 10,5 °C et le cumul annuel moyen de précipitations est de 1 011,8 mm,. Pour l'avenir, les paramètres climatiques de la commune estimés pour 2050 selon différents scénarios d'émission de gaz à effet de serre sont consultables sur un site dédié publié par Météo-France en novembre 2022.

### Voies de communication et transports
Le territoire communal est traversé par la route départementales 140 (RD140).

## Urbanisme

### Typologie
Au 1er janvier 2024, Aucelon est catégorisée commune rurale à habitat très dispersé, selon la nouvelle grille communale de densité à 7 niveaux définie par l'Insee en 2022.
Elle est située hors unité urbaine et hors attraction des villes,.

### Occupation des sols
L'occupation des sols de la commune, telle qu'elle ressort de la base de données européenne d’occupation biophysique des sols Corine Land Cover (CLC), est marquée par l'importance des forêts et milieux semi-naturels (99,1 % en 2018), en diminution par rapport à 1990 (100 %). La répartition détaillée en 2018 est la suivante : forêts (54,7 %), milieux à végétation arbustive et/ou herbacée (44,4 %), prairies (0,9 %). L'évolution de l’occupation des sols de la commune et de ses infrastructures peut être observée sur les différentes représentations cartographiques du territoire : la carte de Cassini (XVIIIe siècle), la carte d'état-major (1820-1866) et les cartes ou photos aériennes de l'IGN pour la période actuelle (1950 à aujourd'hui).

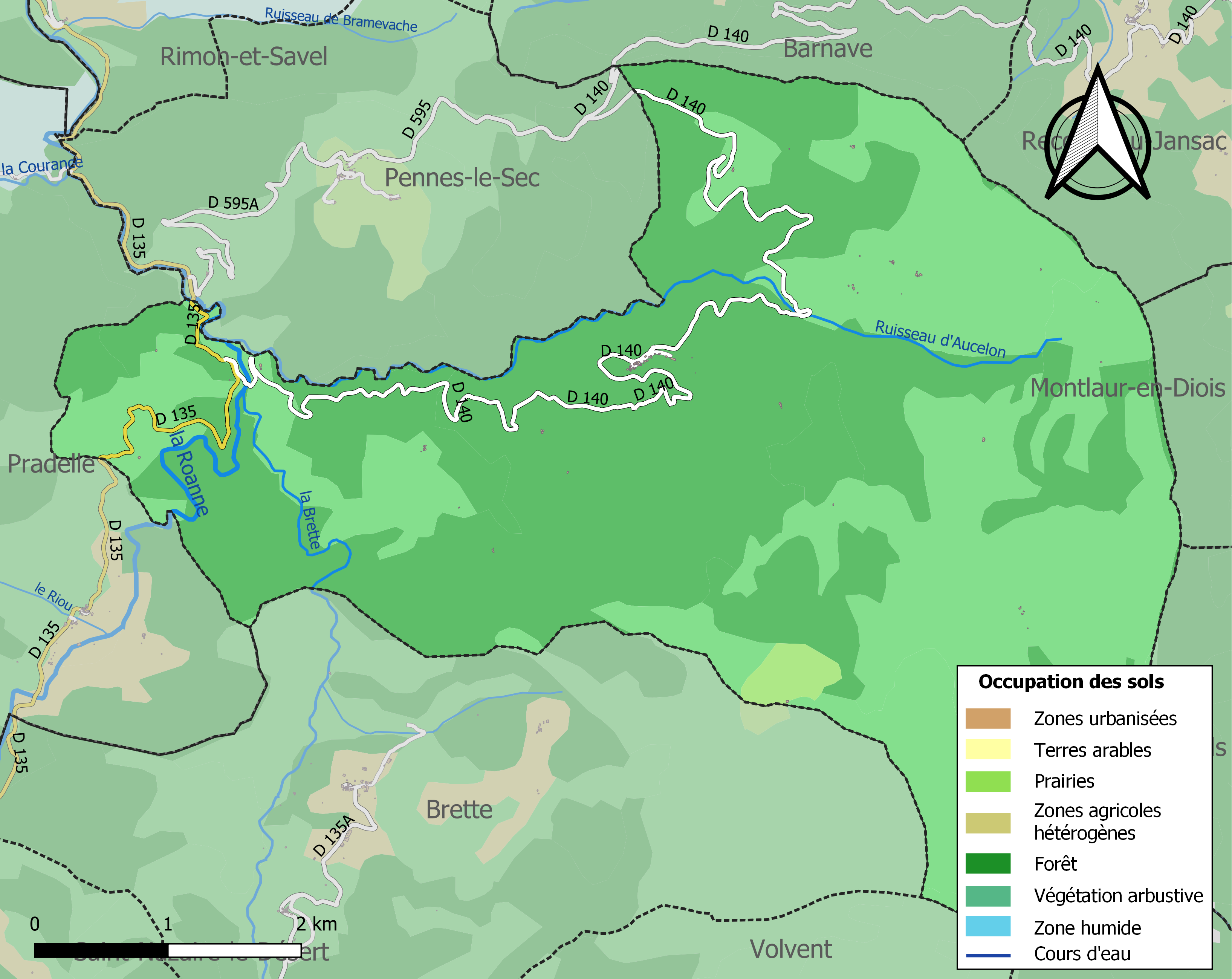
Carte des infrastructures et de l'occupation des sols de la commune en 2018 (CLC).

## Toponymie

### Attestations (village)
- 1193 : Aucelonum (cartulaire de Die, 38)[14],[1].
- XIVe siècle : mention de la paroisse : capella de Aucellone (pouillé de Die)[1].
- 1391 : le chastel d'Eyselon (choix de documents, 113)[1].
- 1449 : mention de la paroisse : capella de Aucelone (pouillé de Die)[1].
- 1509 : mention de la paroisse : ecclesia Sancti Jacobi de Aucellono (visites épiscopales)[1].
- 1519 : Oucello (archives de la Drôme, E 1247)[1].
- 1520 : mention de la paroisse : cura de Ancellone (pouillé de Die)[1].
- 1576 : Auselon (archives de la Drôme, E 1247)[1].
- 1631 : mention de la paroisse : Saint-Jacques d'Aucelon (archives de la Drôme, E 2378)[1].
- 1644 : Aucellon (rôle de décimes)[1].
- 1727 : Osselon (visites épiscopales)[1].
- XVIIIe siècle : Oscellon (inventaire de la chambre des comptes)[1].
- 1788 : Ocellon (alman. du Dauphiné)[1].
- 1891 : Aucelon, commune du canton de Saillans[1].

### Attestations (ruisseau)
- 1891 : Aucelon[1].
- 2019 : le ruisseau d'Aucelon (carte IGN)[15].

### Étymologie
D'après Albert Dauzat, il s'agit  d'un des nombreux cas de transfert du nom du ruisseau au nom de la localité le bordant, sans pour autant expliquer l'origine de cet hydronyme.

## Histoire

### De la Préhistoire à l'époque gallo-romaine
Comme un peu partout dans la vallée de la Roanne, le secteur d'Aucelon est sans doute occupé par les hommes depuis au moins 4 000 ans avant notre ère. À cette période, les premiers agriculteurs ou Chasséens cultivent des céréales et élèvent des troupeaux , tout en se livrant à la chasse. Quelques traces ont ensuite été relevées dans la vallée à l'âge du cuivre (2000 avant notre ère), du fer puis de la période gallo-romaine.

### Du Moyen Âge à la Révolution
La seigneurie.
- Au point de vue féodal, la terre (ou seigneurie) est un fief des comtes puis des évêques de Die[18].
- Elle passe aux Artaud.
- 1594 : passe aux Brotin.
- Passe aux Alléoud.
- 1720: passe (par héritage) aux Caritat de Condorcet, derniers seigneurs.

1725 : le dernier seigneur est François-Eloine de Caritat.
Pendant les guerres de Religion, Aucelon est un refuge pour les Réformés.
Avant 1790, Aucelon était une communauté de l'élection de Montélimar, subdélégation de Crest et bailliage de Die, formant une paroisse du diocèse de Die. Son église, dédiée à saint Jacques, était celle d'un prieuré séculier érigé au XVIIIe siècle dont le titulaire présentait à la cure et percevait la dîme.

### De la Révolution à nos jours
À la fin de la Deuxième République, Louis-Napoléon Bonaparte décide de s’emparer du pouvoir par le coup d'État du 2 décembre 1851. Une insurrection a lieu dans la Drôme pour s’y opposer. Alors que la répression dure toujours, vient le plébiscite destiné à légaliser le coup d’État après coup, les 21 et 22 décembre. Les fugitifs sont encore traqués par les gendarmes et l’armée qui quadrillent la campagne, les perquisitions se succèdent, l’état de siège est encore en vigueur. Les autorités laissent entendre que si les habitants votent « bien », les condamnations seront moins sévères. Alors que les bulletins Oui sont imprimés et fournis aux électeurs, celle des bulletins Non est interdite, et c’est aux électeurs qui souhaitent s’opposer au plébiscite de fabriquer eux-mêmes le leur. Enfin, le vote se fait en remettant le bulletin plié au maire qui le glisse lui-même dans l’urne. Dans ces conditions, le secret du vote n’est pas respecté : les dossiers des inculpés mentionnent si la personne a voté Oui ou Non, le fait étant parfaitement connu des autorités. Dans ce climat de peur, le vote de la commune est assez notable, une majorité d’électeurs votent Non, même si, la commune n’ayant pas participé à l’insurrection est moins surveillée.

## Politique et administration

### Liste des maires
| Période                                  | Période                       | Identité       | Étiquette | Qualité     |
| ---------------------------------------- | ----------------------------- | -------------- | --------- | ----------- |
| Les données manquantes sont à compléter. |                               |                |           |             |
| 1995                                     | 2001                          | Lydia Seyne    |           |             |
| ?                                        | mars 2008                     | Georges Ribas  |           |             |
| mars 2008                                | avril 2014                    | Gérard Boulade |           |             |
| 2014                                     | En cours (au 20 juillet 2023) | Joël Boeyaert  | SE        | Agriculteur |

## Population et société

### Démographie
L'évolution du nombre d'habitants est connue à travers les recensements de la population effectués dans la commune depuis 1793. Pour les communes de moins de 10 000 habitants, une enquête de recensement portant sur toute la population est réalisée tous les cinq ans, les populations de référence des années intermédiaires étant quant à elles estimées par interpolation ou extrapolation. Pour la commune, le premier recensement exhaustif entrant dans le cadre du nouveau dispositif a été réalisé en 2007.

En 2022, la commune comptait 17 habitants, en évolution de +13,33 % par rapport à 2016 (Drôme : +2,64 %, France hors Mayotte : +2,11 %).
| 1793 | 1800 | 1806 | 1821 | 1831 | 1836 | 1841 | 1846 | 1851 |
| ---- | ---- | ---- | ---- | ---- | ---- | ---- | ---- | ---- |
| 417  | 355  | 348  | 458  | 449  | 442  | 394  | 394  | 400  |

| 1856 | 1861 | 1866 | 1872 | 1876 | 1881 | 1886 | 1891 | 1896 |
| ---- | ---- | ---- | ---- | ---- | ---- | ---- | ---- | ---- |
| 375  | 341  | 312  | 277  | 254  | 275  | 265  | 250  | 225  |

| 1901 | 1906 | 1911 | 1921 | 1926 | 1931 | 1936 | 1946 | 1954 |
| ---- | ---- | ---- | ---- | ---- | ---- | ---- | ---- | ---- |
| 227  | 186  | 160  | 122  | 112  | 111  | 99   | 78   | 51   |

| 1962 | 1968 | 1975 | 1982 | 1990 | 1999 | 2006 | 2007 | 2012 |
| ---- | ---- | ---- | ---- | ---- | ---- | ---- | ---- | ---- |
| 43   | 33   | 28   | 21   | 18   | 39   | 30   | 29   | 13   |

| 2017 | 2022 | - | - | - | - | - | - | - |
| ---- | ---- | - | - | - | - | - | - | - |
| 16   | 17   | - | - | - | - | - | - | - |

### Enseignement
La commune relève de l'académie de Grenoble.

### Manifestations culturelles et festivités
- Fête le dernier dimanche de juin[18].
- Depuis 1995, la « fête du pain » réunit sur la place du village tous ceux qui veulent se retrouver pour le plaisir des jeux et des animations autour du pain[27].

### Loisirs
- Randonnées (village perché dans les collines de Diois ; paysage tourmenté ; rives de la Roanne[18].

### Médias
Le territoire de la commune se situe dans l'aire de diffusion de plusieurs médias :
- Presse écrite
  - Le Dauphiné libéré, quotidien régional qui consacre, chaque jour, y compris le dimanche, dans son édition de « La vallée de la Drôme » un ou plusieurs articles à l'actualité du canton et de la commune, ainsi que des informations sur les éventuelles manifestations locales, les travaux routiers, et autres événements divers à caractère local.
  - L'Agriculture Drômoise, journal d'informations agricoles et rurales, couvre l'ensemble du département de la Drôme.
  - Drôme Hebdo (ancien Peuple Libre), hebdomadaire chrétien d'informations.
- Presse audio-visuelle
  - France Bleu est une radio publique diffusée sur son territoire.
  - RDWA studio radio107.1FM/Espace de vie sociale

## Économie

### Agriculture
En 1992 : forêts, pâturages, ovins, fromage (Picodon).
- Une foire a lieu le 17 septembre[18].

Aucelon est réputée pour son pain fabriqué par les boulangers installés dans le four communal.
Aucelon est également réputée pour sa mobilisation citoyenne afin de lutter contre la désertification des territoires de la vallée de la Roanne. Une AFP a été constituée à l'initiative de la commune. Une « chèvrerie » et une maison d'habitation sont construites pour accueillir un éleveur et son troupeau sur la commune.

## Culture locale et patrimoine

### Lieux et monuments
- Église catholique.
- Temple protestant (sur la place du village). Il a été construit en 1830 par le pasteur Jean-Frédéric Vernier[17].
- Mairie. Sur son toit a été installée la cloche initialement prévue pour l'église Saint-Jacques. On a considéré que, le temple protestant n'ayant pas de clocher, l'église catholique ne devait pas en avoir non plus.

### Héraldique, logotype et devise
|  | Aucelon possède des armoiries dont l'origine et le blasonnement exact ne sont pas disponibles. |